# پفرونتن
پفرونتن (به آلمانی: Pfronten) یک شهر در آلمان است که در استالگوی واقع شده‌است.